# De Efteling-elfjes
De Efteling-elfjes is het honderdvijftiende stripverhaal uit de reeks van Suske en Wiske. Het is geschreven door Paul Geerts en gepubliceerd in De Standaard en Het Nieuwsblad van 12 april 1977 tot en met 23 augustus 1977. De eerste albumuitgave in de Vierkleurenreeks was in april 1978, met nummer 168.

## Personages
- Lambik, tante Sidonia, Suske, Wiske met Schanulleke, Jerom, heks, elfjes, maangodin, Krimson en zijn helpers, de Wachters, professor Barabas, Mieke Geit, Mopperpot, de Boze wolf, Sneeuwwitje, de heks van Sneeuwwitje, Roodkapje, de Kikkerkoning, Langnek

## Uitvindingen
- De klankentapper

## Locaties
- België, het Sprookjesbos in de Efteling (te Kaatsheuvel).

## Het verhaal
Lambik is in zijn schuur met iets geheimzinnigs bezig. Hij houdt verkleed als soldaat de wacht en heeft versperringen gemaakt. Tante Sidonia krijgt een brief van koningin Fabiola, die vraagt of Sidonia samen met haar een bezoek aan gehandicapte kinderen wil brengen. Als ze de brief aan Lambik wil tonen loopt ze in zijn mijnenveld. Later, bij het tehuis aangekomen zien de vrienden dat Fabioladorp in brand staat. Jerom en Lambik redden de drie verplegers die nog in het gebouw zijn. Wiske redt een elfje dat ze mee naar huis smokkelt.
Lambik gaat het elfje te lijf met gif, denkende dat het een grote mug is.  Maar wordt tegengehouden door de rest. Het elfje vertelt dat ze is gevlucht uit De Indische Waterlelies (het sprookje van koningin Fabiola in de Efteling). Ze wil haar zes zusjes redden, die nog altijd voor de heks dansen. Wiske wenst ´s nachts dat de kinderen snel een nieuw tehuis zullen hebben, maar de vallende ster blijkt een grote diamant te zijn die terechtkomt in het sprookjesbos in Kaatsheuvel.
De heks ontdekt dat een van de elfjes is ontsnapt en ze beveelt een Wachter het elfje te gaan zoeken. De reus wordt aangereden door de chauffeur van Krimson en komt bij het huis van tante Sidonia terecht. Jerom verslaat de reus. De vrienden laten de volgende dag professor Barabas met de klankentapper komen. Zo horen ze het verhaal van de reus en de vrienden besluiten de diamant te gaan zoeken. Krimson heeft meegeluisterd en hij schakelt Jerom met behulp van slaapmiddel uit.
De reus ontsnapt en het elfje valt flauw als ze over de diamant hoort. Lambik wil eigenlijk niet weg bij het geheim in zijn schuur, maar wordt toch overgehaald. Krimson vernielt hun auto, en ze gaan met een vliegtuigje naar de Efteling. Wiske durft eerst niet te springen, maar als Lambik zonder parachute springt wordt hij gered door Suske en Wiske.
Samen komen ze in de Efteling, waar ze Mieke Geit ontmoeten. Lambik redt de andere zes geitjes van de Boze Wolf. Mopperpot belooft de vrienden dat alle goede sprookjesfiguren gaan helpen met de zoektocht naar de diamant. De boze wolf vertelt zijn verhaal aan de wolf van Roodkapje en de dronken wolven worden overgehaald door Krimson om hem te helpen. De kikkerkoning waarschuwt de vrienden over dit plan. Langnek ziet dat Suske en Wiske in problemen zijn op de vijver.
Met een kanonskogel worden de vrienden naar de vijver geschoten. Na een gevecht vinden Krimson en Lambik de diamant in de put van Vrouw Holle. De diamant is de maangodin, zij is naar de aarde gekomen om de elfjes te helpen. Door haar aanwezigheid zijn de sprookjesfiguren tot leven gekomen, en ze tovert Krimson en zijn handlanger naar de Amazone.
De elfjes mogen zelf kiezen of ze meegaan met de maangodin of dat ze in de Efteling blijven dansen voor de kinderen. Ze kiezen ervoor in de Efteling te blijven, maar de heks zorgt dat er wolken voor de maan komen zodat ze voor eeuwig waterlelies zullen blijven. Jerom vecht tegen de wolken, maar bereikt weinig. Lambik laat zich als Baron van Münchhausen naar boven schieten. Hij schilt daar uien, en daardoor verdwijnen de wolken. Jerom vindt het een geniaal idee van Lambik. De maangodin gaat terug naar de hemel.
Thuisgekomen bezoekt de directeur van Fabioladorp de vrienden. Hij vertelt dat er genoeg geld binnen gekomen is om een nieuw tehuis te bouwen voor de kinderen. Lambik blijkt al die tijd geknutseld te hebben aan een bord, als hij erdoorheen kijkt staat er "einde" boven zijn gezicht. Hij gebruikt dit bord echter te vroeg, waardoor Wiske het album toch zoals bijna altijd zelf afsluit met haar knipoog.

## Achtergronden bij het verhaal
- Dit album speelt zich af in de Efteling, met attracties in het Sprookjesbos:
  - Het sprookje De Indische waterlelies werd geschreven door koningin Fabiola en ter gelegenheid van het 15-jarig bestaan (1966) uitgebeeld in de Efteling.
  - De bekende papierbakken met “papier hier” (Holle Bolle Gijs), in verschillende uitvoeringen
  - het kasteel van Doornroosje
  - Roodkapje en de wolf
  - De wolf en de zeven geitjes
  - Sneeuwwitje en de zeven dwergen
  - Het kabouterdorp
  - Beeld met vis en mannetje (wensbron)
  - In den Hoorn des Overvloeds (restaurant)
  - het Ganzenhoedstertje (fontein)
  - de kikkerkoning
  - de trein
  - de roeiboten
  - Langnek
  - Kabouter Kleine Boodschap
  - de Vliegende Fakir
  - de put van Vrouw Holle - zie ook Vrouw Holle
- Het gaat om sprookjes geschreven door koningin Fabiola en de gebroeders Grimm.
- Sprookjes van de gebroeders Grimm speelden ook een grote rol in album De schone slaper.
- In de Suske en Wiske-verhalen De vliegende klomp, Fata Morgana en De belhamel-bende zijn de vrienden ook in de Efteling.
- Het verhaal is ook andere talen uitgegeven:
  - Engels: Spike & Suzy - The Fairies of Efteling
  - Brabants: Suske en Wieske - De Éfteling-élfkes